# Francesca Conti
Francesca Cristiana Conti, född 21 maj 1972 i Genzano di Roma, är en italiensk vattenpolomålvakt. Hon ingick i Italiens landslag vid olympiska sommarspelen 2004. Hennes främsta meriter är ett OS-guld, två VM-guld och fyra EM-guld.
Conti tog OS-guld i damernas vattenpoloturnering i samband med de olympiska vattenpolotävlingarna 2004 i Aten. EM-guld tog hon 1995 i Wien, 1997 i Sevilla, 1999 i Prato samt 2003 i Ljubljana och VM-guld 1998 i Perth samt 2001 i Fukuoka.
Med klubblaget Orizzonte Catania vann Conti LEN:s europacup för damer, LEN Champions Cup, sex gånger (1994, 1998, 2001, 2002, 2004 och 2005).